# Пневмограф

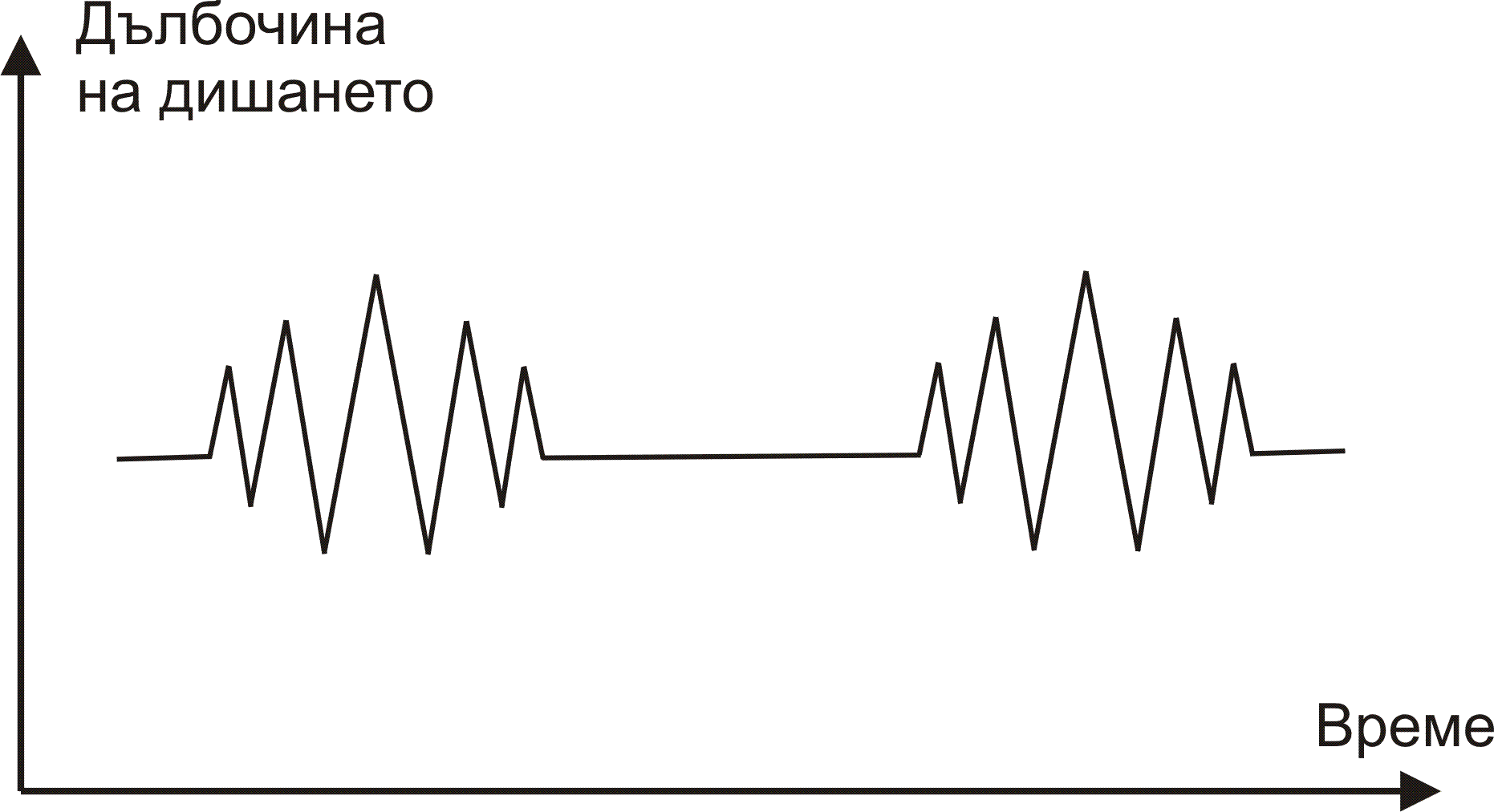
Пневмограма

Пневмограф (англ. Pneumograph) — прилад для дослідження та запису дихальних рухів у людини й тварин шляхом графічної реєстрації рухів грудної клітки. Складається з надувної камери, оберненої навколо грудей і з'єднаної з манометром і записуючим пристроєм. 
Крива, що записується ним, непомітно від самого спостережуваного суб'єкта, дає можливість точно судити не тільки про ритми дихання, але й про силу і тривалість кожної дихальної фази — вдиху, видиху та паузи. Якщо записуюче перо креслить, на смужці паперу що рівномірно рухається, то спостереження може безперервно тривати годинами, а це вкрай важливо при тривалих фізіологічних та психофізіологічних дослідженнях.
Є кілька типів пневмографів. Найбільш поширеним типом є пневмограф Марея, що складається зі сталевої стрічки шириною у 7 см, на якій вертикально закріплена сприймаюча капсула Маре. Стрічка з брезенту або з іншої щільної матерії охоплює груди випробуваного. При вдиху обсяг капсули збільшується, при видиху — зменшується. 
Останнім часом набув великого поширення інший тип пневмографа, що складається з стрічки яка не розтягується, на якій приклеєний шматок камери від велосипедної шини. У цього шматка шини обидва кінці заклеєні. Перед дослідженням в камеру вдувається повітря, а потім на груди випробуваного надіватися стрічка пневмографа й за допомогою пряжки закріплюється на грудях. При вдиху камера стискається і частина повітря з неї, по гумової трубці переходить у реєструючу капсулу Марея.